# ジュリアン・デュランビル
- ジュリアン・デュランヴィル

ジュリアン・ディエンダ・デュランビル（Julien Dienda Duranville, 2006年5月5日 - ）は、ベルギー・ブリュッセル首都圏地域イクル出身のプロサッカー選手。ブンデスリーガ・ボルシア・ドルトムント所属。ベルギー代表。ポジションはフォワード。

## 経歴
ベルギーで生まれ育つ。父はコートジボワール、母はコンゴ民主共和国の出身。
2013年よりRSCアンデルレヒトのユースチームでプレーし、2022年5月22日にトップチームの試合に出場してプロデビューを果たした。
2023年1月27日にボルシア・ドルトムントと契約した。2023-24シーズンはプレシーズンで筋繊維を断裂して離脱し、2023年9月24日にドルトムントU-19で復帰するも、この試合で同じ箇所を再び負傷して離脱した。